# Amerikanische Kleintauben

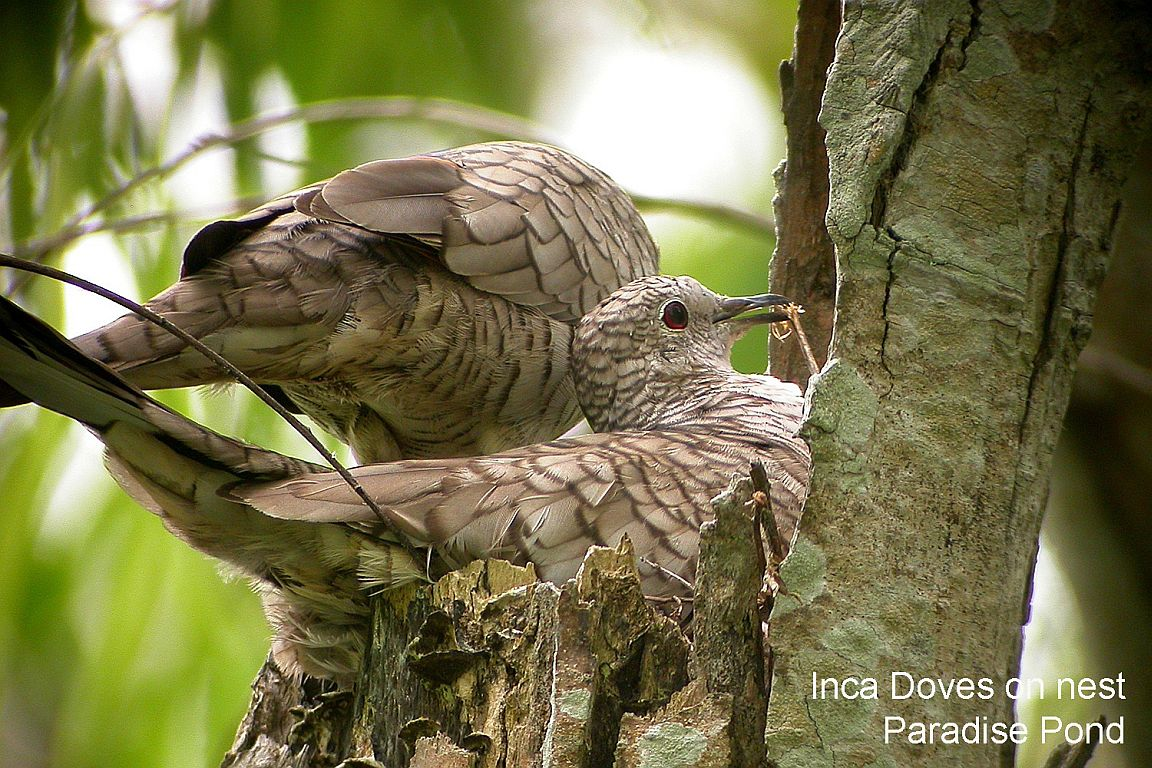
Brütende Inkatäubchen

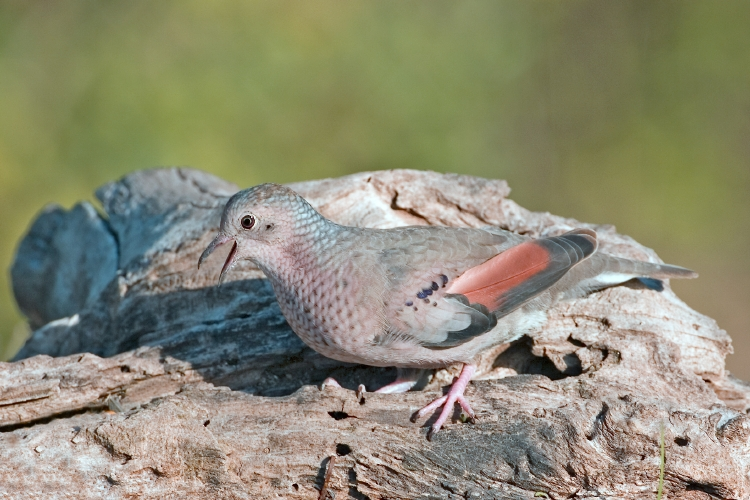
Sperlingstäubchen

Die Amerikanischen Kleintauben (Peristerinae Syn.: Claravinae, Columbininae) sind eine Unterfamilie der Tauben. Zu dieser Unterfamilie gehören 17 Arten, die gewöhnlich fünf Gattungen zugeordnet werden. Eine Art gilt als stark gefährdet: Der Bestand von Geoffroys Täubchen ist seit dem Beginn des 20. Jahrhunderts dramatisch zurückgegangen und wird nur noch auf 50 bis 249 Individuen geschätzt.

## Erscheinungsbild
Amerikanische Kleintauben sind sehr kleine Taubenvögel. Zu den kleinsten Arten zählt das Sperlingstäubchen, das nur eine Körpergröße von 16,5 Zentimetern erreicht, und das Zwergtäubchen mit einer Körperlänge von 15 Zentimetern. Die letzte Art ist damit nicht sehr viel größer als ein Spatz. Zu den größten Arten zählt das Purpurbrusttäubchen mit 22 Zentimetern.
Für alle Amerikanischen Kleintauben ist eine kompakte Gestalt und häufig auch ein kurzer Schwanz charakteristisch. Dem Gefieder fehlen auffällige Farben. Grau- und Brauntöne mit schwarzen Flecken und Federsäumen überwiegen.

## Verbreitung und Lebensraum
Das Verbreitungsgebiet der Amerikanischen Kleintauben erstreckt sich vom Süden der Vereinigten Staaten und Nordwesten Mexikos über Mittelamerika, den Inseln der Karibik bis nach Argentinien, Paraguay und dem Südosten Brasiliens. Sie nutzen innerhalb ihres Verbreitungsgebietes unterschiedliche Lebensräume. Am nördlichsten kommen das Inkatäubchen und das Sperlingstäubchen vor. Ihre nördliche Verbreitungsgrenze ist Arizona und der Süden von South Carolina.
Einige Arten kommen ausschließlich im Tiefland vor. Die Aymara-Taube, die im südlichen Peru, Bolivien und in Chile sowie in Argentinien beheimatet ist, lebt dagegen in Höhenlagen bis zu 4.500 Metern.

## Verhalten
Die meisten der Amerikanischen Kleintauben halten sich während des Tages überwiegend auf dem Boden auf. Sie suchen dort nach Nahrung oder baden in der Sonne. Sie sind jedoch nicht so eng an den Boden gebunden, wie dies beispielsweise bei den Amerikanischen und Indopazifischen Erdtauben der Fall ist. Alle Arten sind Körnerfresser. Ihr Nahrungsspektrum umfasst jedoch auch grüne Pflanzenteile sowie Insekten und deren Larven. Die meisten Arten brüten in offenen Nester. Abweichend davon sind das Brillentäubchen und die Morenotaube Höhlenbrüter, die sowohl Baumhöhlen als auch Felsnischen nutzen.

## Gattungen und Arten
Die folgenden Gattungen und Arten gehören zu den Amerikanischen Kleintauben
- Scardafella
  - Inkatäubchen (S. inca)
  - Schuppentäubchen (S. squammata)

- Columbina
  - Sperlingstäubchen (C. passerina)
  - Zwergtäubchen (C. minuta)
  - Buckleytäubchen (C. buckleyi)
  - Rosttäubchen (C. talpacoti)
  - Picuitäubchen (C. picui)
  - Perutäubchen (C. cruziana)
  - Blauaugentäubchen (C. cyanopis)

- Claravis
  - Blautäubchen (Cl. pretiosa)
  - Geoffroys Täubchen (Cl. geoffroyi)
  - Purpurbrusttäubchen (Cl. mondetura)

- Metriopelia
  - Brillentäubchen (M. ceciliae)
  - Morenotäubchen (M. morenoi)
  - Kordillerentäubchen (M. melanoptera)
  - Aymaratäubchen (M. aymara)

- Kamptauben (Uropelia)
  - Kamptaube (Uropelia campestris)

## Belege